# Okręg Dieppe
Okręg Dieppe (fr. Arrondissement de Dieppe) – okręg w północnej Francji. Populacja wynosi 227 tysięcy.

## Podział administracyjny
W skład okręgu wchodzą następujące kantony:
- Argueil,
- Aumale,
- Bacqueville-en-Caux,
- Bellencombre,
- Blangy-sur-Bresle,
- Cany-Barville,
- Dieppe-Est,
- Dieppe-Ouest,
- Envermeu,
- Eu,
- Fontaine-le-Dun,
- Forges-les-Eaux,
- Gournay-en-Bray,
- Londinières,
- Longueville-sur-Scie,
- Neufchâtel-en-Bray,
- Offranville,
- Saint-Saëns,
- Saint-Valery-en-Caux,
- Tôtes.